# Военная игра (фильм)
«Военная игра» (англ. The War Game) — телевизионный фильм британского режиссёра Питера Уоткинса, вышедший на экраны в 1965 году. Хотя показ ленты был запланирован на 7 октября 1965 года, она так и не вышла в эфир, поскольку, по мнению руководства компании BBC, содержала слишком яркие сцены ужасов ядерной войны; впервые фильм был продемонстрирован по британскому телевидению лишь в 1985 году. Тем не менее, картина вышла в театральный прокат и получила несколько престижных наград: специальный приз Венецианского кинофестиваля (1966), премию «Оскар» (1967) за лучший документальный фильм, награду ООН и премию за лучший короткометражный фильм от Британской киноакадемии (1967). В 2000 году лента попала на 27-е место в списке лучших британских телепрограмм по версии Британского института кино.

## О фильме
Фильм построен в форме телерепортажа о советском термоядерном ударе по Британским островам и его последствиям (на примере событий, которые происходили бы в графстве Кент). Эскалация конфликта начинает набирать обороты, когда американцы решают применить тактическое ядерное оружие против китайских войск, вторгшихся в Южный Вьетнам. В ответ советские и восточно-германские армии наносят удар по Западному Берлину. Тактическая ядерная война быстро становится стратегической, и на территорию Великобритании обрушивается несколько десятков водородных бомб. Миллионы людей погибают в первые часы после атаки, множество других страдают от ранений и шока. В стране быстро наступает хаос из-за разрушения инфраструктуры, недостатка пищи и упадка морали.
Питер Уоткинс о работе над фильмом:

Съёмки проходили в начале 1965 года в городах Тонсбридж, Грейвсенд, Четем и Дувр в графстве Кент. Снова состав исполнителей почти полностью состоял из любителей, найденных несколькими месяцами ранее в ходе публичных встреч по всему Кенту. Большая часть съёмок, включая сцены огненного смерча, была сделана в заброшенных военных казармах в Дувре... Моя цель, как в и «Каллодене», состояла в том, чтобы вовлечь «обычных людей» в расширенное исследование их собственной истории, только на этот раз тема включала потенциально грозящие события, поскольку угроза полномасштабной ядерной войны была очень реальной в то время... В этом фильме я хотел разрушить иллюзию «реальности», создаваемой масс-медиа... Очевидно, за вопросом формы стояло моё намерение использовать фильм, чтобы помочь людям прервать молчание СМИ в отношении гонки ядерных вооружений.
Оригинальный текст (англ.)The filming took place in early 1965, in the Kent towns of Tonsbridge, Gravesend, Chatham and Dover. Once again the cast was almost entirely made up of amateurs, found via a series of public meetings throughout Kent some months earlier. Much of the filming, including the scenes of the firestorm, was done in a disused military barracks in Dover... My purpose, as in ‘Culloden’, was to involve ‘ordinary people’ in an extended study of their own history - only this time the subject involved potentially imminent events, for the threat of full-scale nuclear war was a very real one at that time... In this film I was interested in breaking the illusion of media-produced ‘reality’...  Obviously beyond and above the question of form was my concern to use the film to help people break the silence in the media on the nuclear arms race.